# Visual Molecular Dynamics
Visual molecular dynamics（ビジュアル・モレキュラー・ダイナミクス、略称: VMD）は、分子モデリングならびに可視化コンピュータプログラムである。VMDは分子動力学シミュレーションの結果を眺め、解析するためのツールとして主に開発されたが、容積データや配列データ、任意のグラフィックオブジェクトを扱うためのツールも含まれている。分子の光景はPOV-RayやRenderMan、Tachyon、VRML、その他多くの外部レンダリングツールへ出力できる。VMDは組み込みTclおよびPythonインタプリタを含んでいるため、利用者はVMD内で自身のTClおよびPythonスクリプトを走らせることができる。VMDは無償で入手可能であり、ソースコードを含むが、ライセンスは非フリーである。

## 歴史
VMDはイリノイ大学およびベックマン研究所の理論・計算物理学グループによって開発されている。VRChemと呼ばれるオリジナル版は1992年にMike Krogh、Bill Humphrey、Rick Kufrinによって開発された。VMDの最初のバージョンはWilliam Humphrey、Andrew Dalke、Ken Hamer、Jon Leech、James Phillipsによって書かれ、1995年にリリースされた。VMDの最初期のバージョンはシリコングラフィックスのワークステーションのために開発され、CAVE内でも動作でき、NAMDシミュレーションと通信できた。VMDのオリジナル開発者らが次のキャリアに移った後、Sergei Izrailevが1998年までプログラムのメンテナンスを引き継いだ。1998年、John StoneがVMDの主開発者となり、VMDをその他多くのUnivオペレーティングシステムへ移植し、最初のフル機能OpenGLバージョンを完成させた。Microsoft WindowsプラットフォームのためのVMDの最初のバージョンは1999年にリリースされた。2001年、Justin Gullingsrud、Paul Grayson、John Stoneが触覚フィードバック・デバイスのためのサポートを追加し、双方向性の分子動力学シミュレーションを行うためのVMDとNAMDとの間のインタフェースをさらに発展させた。続く開発において、Jordi Cohen、Gullingsrud、Stoneはグラフィックユーザインタフェースを完全に書き直し、容積データの表示および加工のためのビルトインサポートを追加し、OpenGL Shading Languageを初めて使用した。

## プロセス間通信
VMDはその他のプログラムとTcl/Tkを介して通信できる。